# 巴爾奇克宮

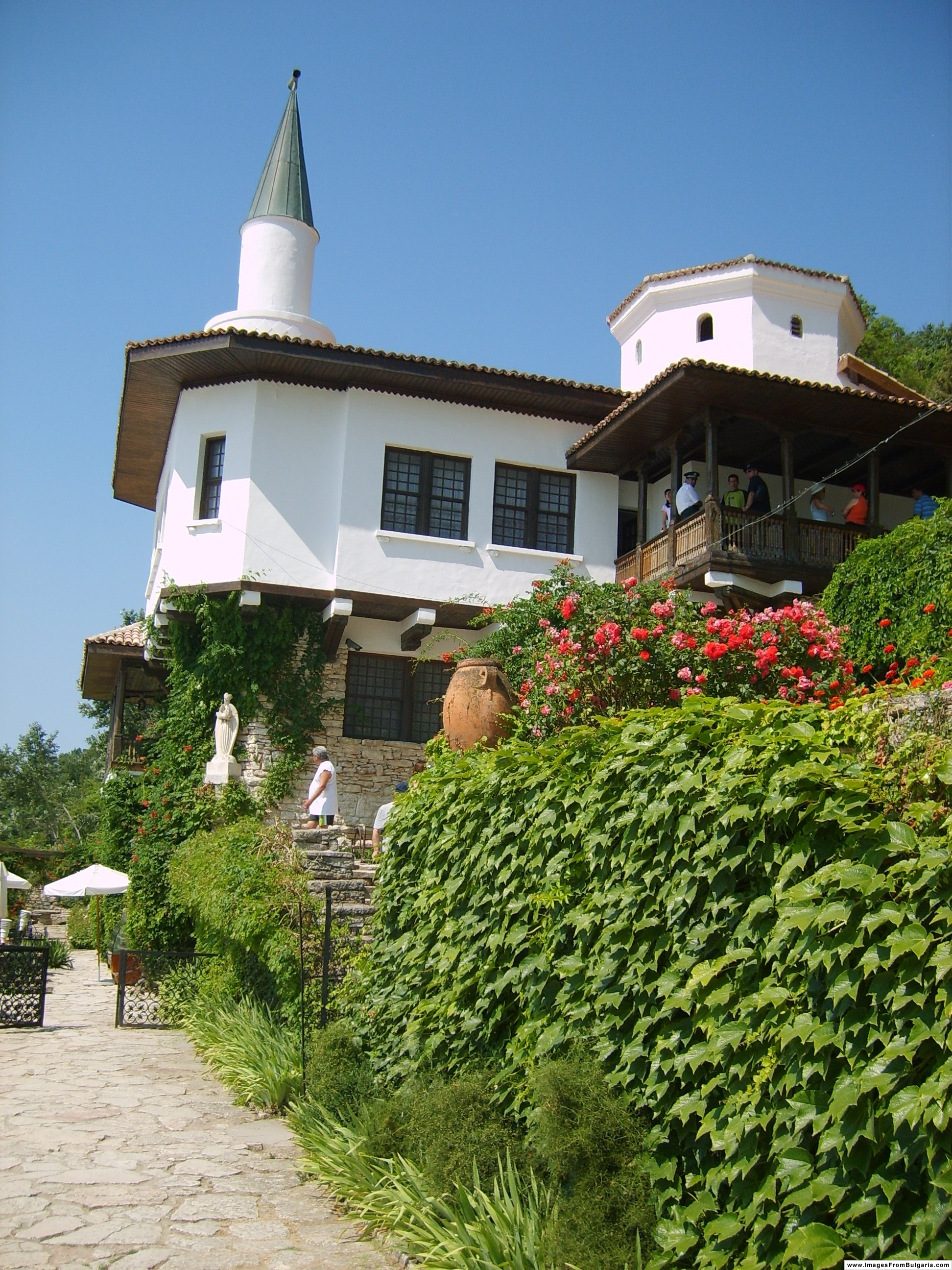
巴爾奇克宮

巴爾奇克宮是位於保加利亞黑海沿岸的度假城市巴爾奇克的宮殿建築，正式名稱曾是寧靜宮（Quiet Nest Palace）。

## 历史
巴爾奇克宮修建於1926年至1937年，當時包括這裡在內的南多布羅加地區由羅馬尼亞統治，而宮殿也是為了羅馬尼亞瑪麗王后而興建。